# Mindestlohngesetz (Deutschland)
Nach dem Mindestlohngesetz (MiLoG) gilt in Deutschland aktuell ein flächendeckender allgemeiner gesetzlicher Mindestlohn für Arbeitnehmer und für freiwillige Praktikanten in Höhe von 12,82 € brutto je Zeitstunde. In der Zeit der Einführung gab es bis Ende 2017 noch Ausnahmen. Der allgemeine Mindestlohn verdrängt nicht Branchenmindestlöhne, soweit sie höher als der allgemeine Mindestlohn sind (§ 1 Abs. 3 MiLoG). Das MiLoG wurde durch Artikel 1 des Tarifautonomiestärkungsgesetzes vom 11. August 2014 eingeführt.

## Inhalt des Gesetzes

### Anspruchsberechtigte
Nach dem Mindestlohngesetz hat jeder volljährige Arbeitnehmer einen unabdingbaren Anspruch auf Zahlung eines Arbeitsentgelts mindestens in Höhe des Mindestlohns durch den Arbeitgeber.
Der allgemeine Mindestlohn verdrängt nicht Branchenmindestlöhne, soweit diese höher als der allgemeine Mindestlohn sind (§ 1 Abs. 3 MiLoG). Für eine Übergangszeit bis Ende 2017 durften Branchenmindestlöhne jedoch noch niedriger sein als der allgemeine Mindestlohn, ab dem 1. Januar 2017 mussten sie mindestens 8,50 € betragen, gem. dem inzwischen aufgehobenen § 24 MiLoG in der ursprünglichen Fassung.
Anspruch auf den Mindestlohn haben auch Praktikanten, die eingestellt werden, um berufliche Fertigkeiten, Kenntnisse, Fähigkeiten oder berufliche Erfahrungen zu erwerben, ohne dass es sich um eine Berufsausbildung im Sinne des Berufsbildungsgesetzes (BBiG) handelt.
Laut Entscheidung des Finanzgerichts Berlin-Brandenburg vom 16. Januar 2019 gilt das Mindestlohngesetz auch für Arbeitnehmer, die im Ausland angestellt sind, aber in Deutschland arbeiten.

### Nicht anspruchsberechtigte Personen
Die Regelung, dass Praktikanten Anspruch auf den Mindestlohn haben, gilt nicht für
- Schüler oder Studenten, die das Praktikum im Rahmen ihrer Schulausbildung oder ihres Studiums absolvieren
- bis zu drei Monate dauernde Orientierungspraktika für eine Berufsausbildung oder für die Aufnahme eines Studiums
- von der Arbeitsagentur geförderte Maßnahmen zum Erwerb einer Einstiegsqualifikation.

Keinen Anspruch auf den Mindestlohn haben Auszubildende und ehrenamtlich Tätige sowie Volontäre und Journalistenschüler in Medienunternehmen, wenn das Volontariat auf eine praktische Ausbildung abzielt, welche mit der Berufsausbildung im Sinne des Berufsbildungsgesetzes vergleichbar ist. Für Auszubildende gibt es seit 2020 jedoch Untergrenzen für die Ausbildungsvergütung, die nicht unterschritten werden dürfen. Diese werden jährlich angepasst und sind wie folgt gestaffelt und richten sich nach dem Jahr, in welchem die Ausbildung begonnen wurde:
| Jahr | 1. Jahr  | 2. Jahr  | 3. Jahr  | 4. Jahr  |
| ---- | -------- | -------- | -------- | -------- |
| 2020 | 515,00 € | 607,70 € | 695,25 € | 721,00 € |
| 2021 | 550,00 € | 649,00 € | 742,50 € | 770,00 € |
| 2022 | 585,00 € | 690,30 € | 789,75 € | 819,00 € |
| 2023 | 620,00 € | 731,60 € | 837,00 € | 868,00 € |
| 2024 | 649,00 € | 766,00 € | 876,00 € | 909,00 € |

Arbeitnehmer, die unmittelbar vor Beginn der Beschäftigung länger als ein Jahr arbeitslos waren, können während der ersten sechs Monate der Beschäftigung noch keinen Mindestlohn verlangen.
In eine Werkstatt für behinderte Menschen werden nur behinderte Menschen aufgenommen, die wegen Art oder Schwere der Behinderung nicht, noch nicht oder noch nicht wieder auf dem allgemeinen Arbeitsmarkt beschäftigt werden können (§ 219 Abs. 1 SGB IX). Sie brauchen nur ein Mindestmaß wirtschaftlich verwertbarer Arbeitsleistung zu erbringen (§ 219 Abs. 2, § 220 SGB IX). Ist die Person kein Arbeitnehmer, sondern steht zu der Werkstatt gem. § 221 Abs. 1 SGB IX in einem arbeitnehmerähnlichen Rechtsverhältnis, hat sie keinen Anspruch auf den gesetzlichen Mindestlohn.
Keinen Anspruch auf den Mindestlohn haben auch Untersuchungs- oder Strafgefangene, die innerhalb von Haftanstalten arbeiten.
Aus § 1 Abs. 1 des Mindestlohngesetzes („jede Arbeitnehmerin und jeder Arbeitnehmer“) ergibt sich, dass das Gesetz nicht für Selbstständige gilt.

### Höhe des Mindestlohns
Das Gesetz schrieb in seiner ersten Fassung vor, dass in seinem Anwendungsbereich ab dem 1. Januar 2015 ein Mindestlohn von 8,50 € (Brutto) je Zeitstunde gezahlt werden musste. Es sieht in allen Fassungen vor, dass eine Mindestlohnkommission „alle zwei Jahre über Anpassungen der Höhe des Mindestlohns zu beschließen“ hat. Zum 1. Oktober 2022 wurde der Mindestlohn per Gesetz auf 12,00 € erhöht. Ab 1. Januar 2024 gilt wieder die Anpassungsregelung.
Die Mindestlohnkommission hat am 27. Juni 2025 einstimmig beschlossen, den gesetzlichen Mindestlohn in folgenden Stufen zu erhöhen: Zum 1. Januar 2026 auf 13,90 Euro, zum 1. Januar 2027 auf 14,60 Euro (jeweils brutto je Zeitstunde).
| Gültig ab       | Mindestlohn in € (brutto) je Zeitstunde | Prozentuale Änderung | Inflation im gleichen Zeitraum | Referenz / Bemerkung |
| --------------- | --------------------------------------- | -------------------- | ------------------------------ | -------------------- |
| 1. Januar 2015  | 8,50                                    |                      |                                | [ 14 ]               |
| 1. Januar 2017  | 8,84                                    | +4,0 %               | +1,0 %                         | [ 15 ] [ 16 ]        |
| 1. Januar 2019  | 9,19                                    | +4,0 %               | +3,3 %                         | [ 17 ] [ 16 ]        |
| 1. Januar 2020  | 9,35                                    | +1,7 %               | +1,4 %                         | [ 17 ] [ 16 ]        |
| 1. Januar 2021  | 9,50                                    | +1,6 %               | +0,5 %                         | [ 18 ] [ 16 ]        |
| 1. Juli 2021    | 9,60                                    | +1,1 %               | +3,1 %                         | [ 18 ] [ 16 ]        |
| 1. Januar 2022  | 9,82                                    | +2,3 %               | +3,1 %                         | [ 18 ] [ 16 ]        |
| 1. Juli 2022    | 10,45                                   | +6,4 %               | +6,9 %                         | [ 18 ] [ 16 ]        |
| 1. Oktober 2022 | 12,00                                   | +14,8 %              | +6,9 %                         | [ 19 ] [ 16 ]        |
| 1. Januar 2024  | 12,41                                   | +3,4 %               | +5,9 %                         | [ 20 ] [ 16 ]        |
| 1. Januar 2025  | 12,82                                   | +3,3 %               | +2,2 %                         | [ 21 ] [ 16 ]        |
| 1. Januar 2026  | 13,90                                   | +8,4 %               |                                | [ 13 ]               |
| 1. Januar 2027  | 14,60                                   | +5,0 %               |                                | [ 13 ]               |

### Mindestlohnkommission
Die Bundesregierung beruft alle fünf Jahre eine Mindestlohnkommission, die über die Anpassung der Höhe des Mindestlohns befindet (§ 4 MiLoG).
Ihre Geschäftsstelle wird bei der Bundesanstalt für Arbeitsschutz und Arbeitsmedizin als selbständige Organisationseinheit eingerichtet. Die Mindestlohnkommission besteht aus einem Vorsitzenden, drei Arbeitnehmer- und drei Arbeitgebervertretern sowie zwei nicht stimmberechtigten beratenden Mitgliedern aus dem Bereich der Wissenschaft (§ 4 Abs. 2 Satz 2, § 5, § 7 MiLoG). Die Mitglieder sind an Weisungen nicht gebunden und ehrenamtlich tätig (§ 8 MiLoG). Der Vorsitzende wird auf gemeinsamen Vorschlag der Spitzenorganisationen der Arbeitgeber und der Arbeitnehmer berufen (§ 6 MiLoG). Die jeweiligen Spitzenorganisationen schlagen auch die für ihren Bereich zu berufenden weiteren Mitglieder sowie die beratenden Mitglieder vor.
Stimmberechtigt sind die Vertreter der Arbeitnehmer- und der Arbeitgeberseite. In einer Pattsituation entscheidet die Vorsitzende (§ 10 Abs. 2 MiLoG), die wissenschaftlichen Mitglieder haben keine Stimme.
|                      | 2014–2019 | 2020–2024 | seit 2025                                              |
| -------------------- | --- | --- | ------------------------------------------------------ |
| Vorsitzende          | Henning Voscherau (12/2014 – 06/2015) Jan Zilius (06/2015 – 12/2019) | Jan Zilius (12/2019 – 01/2023) Christiane Schönefeld (02/2023 – 12/2024)                                                                 | Christiane Schönefeld                                  |
| Arbeitnehmerseite    | Robert Feiger (12/2014 – 12/2019) Andrea Kocsis (02/2019 – 12/2019) Stefan Körzell (12/2014 – 12/2019) Michaela Rosenberger (12/2014 – 02/2019)                                             | Robert Feiger (12/2019 – 03/2024) Andrea Kocsis (12/2019 – 12/2024) Stefan Körzell (12/2019 – 12/2024) Guido Zeitler (04/2024 – 12/2024) | Andrea Kocsis Stefan Körzell Guido Zeitler             |
| Arbeitgeberseite     | Brigitte Faust (03/2017 – 12/2019) Reinhard Göhner (12/2014 – 06/2016) Valerie Holsboer (12/2014 – 03/2017) Steffen Kampeter (07/2016 – 12/2019) Karl-Sebastian Schulte (12/2014 – 12/2019) | Brigitte Faust (12/2019 – 12/2024) Steffen Kampeter (12/2019 – 12/2024) Karl-Sebastian Schulte (12/2019 – 12/2024)                       | Brigitte Faust Steffen Kampeter Karl-Sebastian Schulte |
| Beratende Mitglieder | Clemens Fuest (12/2014 – 12/2019) Claudia Weinkopf (12/2014 – 12/2019) | Claudia Weinkopf (12/2019 – 03/2022) Lars Feld (12/2019 – 12/2024) Tom Krebs (04/2022 – 12/2024)                                         | Lars Feld Tom Krebs                                    |

### Kontrolle der Einhaltung
Die Bundesregierung (Kabinett Merkel II) nahm 2010 an, dass sich durch die Einführung des Mindestlohns die Löhne von 3,7 Millionen Arbeitnehmern erhöhen werden. Damit die dafür zuständige Zollverwaltung die Einhaltung des Mindestlohns kontrollieren kann, müssen bestimmte Arbeitgeber die Arbeitszeit ihrer Arbeitnehmer dokumentieren. In der Mindestlohndokumentationspflichten-Verordnung wird die Dokumentationspflicht auf die Arbeitszeit bestimmter Arbeitnehmer beschränkt. Bürokratiekosten zulasten der Wirtschaft sollen nur in geringem Maß entstehen. Der Normenkontrollrat bezifferte 2012 die zusätzlichen Kosten für die Dokumentationspflichten auf lediglich drei Millionen Euro.
Arbeitgeber, die gegen das Mindestlohngesetz verstoßen, können mit einem Bußgeld belegt und von der Vergabe öffentlicher Aufträge ausgeschlossen werden. Ferner kommt eine Strafbarkeit nach § 266a StGB Vorenthalten und Veruntreuen von Arbeitsentgelt in Betracht, wobei bis zu fünf Jahre Haft drohen. Strafbar ist hier nicht die Nichtzahlung des Mindestlohns an den Arbeitnehmer, sondern das Nichtabführen der zum Mindestlohn gehörenden Sozialbeiträge.

### Haftung des Auftraggebers
Nach § 13 findet § 14 Arbeitnehmer-Entsendegesetz entsprechend Anwendung. Danach bürgt ein Unternehmer, der einen anderen Unternehmer mit der Erbringung von Werk- oder Dienstleistungen beauftragt, für die Verpflichtungen dieses Unternehmers, eines Nachunternehmers oder eines von dem Unternehmer oder einem Nachunternehmer beauftragten Verleihers seinen Arbeitnehmer oder Arbeitnehmerinnen mindestens den Mindestlohn zu zahlen. Er kann auch in Anspruch genommen werden, ohne dass der Arbeitnehmer vorher versucht hat seinen eigenen Arbeitgeber in Anspruch zu nehmen.

### Übergangsbestimmungen
Für die Zeit der Einführung des Mindestlohns war es übergangsweise bis Ende 2016 zulässig, in Tarifverträgen geringere Löhne als den Mindestlohn zu vereinbaren. Z. B. gilt für die Land- und Forstwirtschaft und den Gartenbau der TV Mindestentgelt; Das dort geregelte Mindestentgelt beträgt ab 1. Januar 2015 pro Stunde 7,40 € (neue Länder und Berlin: 7,20 €), ab 1. Januar 2016 8,00 € (7,90 €), ab 1. Januar 2017 dann bundesweit 8,60 € und ab 1. November 2017 9,10 €. Für die Textil- und Bekleidungsindustrie gilt im Beitrittsgebiet ebenfalls ein geringerer Mindestlohn (ab dem 1. Januar 2015 7,50 Euro, ab dem 1. Januar 2016 8,25 Euro, ab dem 1. November 2016 8,75 Euro). Für Zeitungszusteller gilt bereits nach § 24 Abs. 2 MiLoG übergangsweise ein geringerer als der sonst geltende gesetzliche Mindestlohn.
Eine Evaluation des Gesetzes war für 2020 vorgesehen. Über die Auswirkungen der Ausnahme für Langzeitarbeitslose sollte die Bundesregierung zum 1. Januar 2017 berichten. Nach anhaltender Kritik aus den Reihen der CDU/CSU kündigte die Bundesarbeitsministerin Andrea Nahles bereits bis Mitte 2015 eine erste Überprüfung des Mindestlohngesetzes an.

### Rechtsverordnungen
Aufgrund der im Gesetz enthaltenen Ermächtigungen wurden bislang vier Rechtsverordnungen erlassen, die verschiedene Regelungen des Gesetzes weiter konkretisieren:
- Verordnung zur Bestimmung der zuständigen Behörde nach § 16 Absatz 6 des Mindestlohngesetzes (MiLoGMeldStellV)[35]
- Verordnung zur Abwandlung der Pflicht zur Arbeitszeitaufzeichnung nach dem Mindestlohngesetz und dem Arbeitnehmer-Entsendegesetz (Mindestlohnaufzeichnungsverordnung – MiLoAufzV)[36]
- Verordnung über Meldepflichten nach dem Mindestlohngesetz, dem Arbeitnehmer-Entsendegesetz und dem Arbeitnehmerüberlassungsgesetz (Mindestlohnmeldeverordnung – MiLoMeldV)[37]
- Verordnung zu den Dokumentationspflichten nach den §§ 16 und 17 des Mindestlohngesetzes in Bezug auf bestimmte Arbeitnehmergruppen (Mindestlohndokumentationspflichten-Verordnung – MiLoDokV).

## Gesetzgebungsverfahren

### Vorgeschichte
Die Einführung eines allgemeinen Mindestlohns in Deutschland war eine lange erhobene sozialpolitische Forderung. Indirekte gesetzliche Regelungen hatte es dazu zunehmend im Landesrecht gegeben: Immer mehr Bundesländer hatten in eigenen Vergabe- und Mindestlohngesetzen Auflagen zur Vergabe öffentlicher Aufträge formuliert und den Zuschlag an die Einhaltung bestimmter sozialer Mindeststandards durch die Bewerber gebunden (sog. Tariftreueregelung). Eine Ausnahme bildeten nur die Bundesländer Hessen, Sachsen und Bayern, für die eine solche Regelung fehlt. Diese Mindestlöhne bewegten sich zwischen 8 Euro (Brandenburg) und 9,18 Euro (Schleswig-Holstein). Die Tariftreueregelungen waren von den meisten Bundesländern außer Kraft gesetzt worden, nachdem der Europäische Gerichtshof 2008 entschieden hatte, das niedersächsische Landesvergabegesetz sei mit der Dienstleistungsfreiheit nicht vereinbar und verstoße daher gegen Europarecht. Im Wahlkampf zur Bundestagswahl 2013 gehörte der Mindestlohn zu den umstrittensten Themen, wobei sowohl die Einführung als auch die näheren Einzelheiten strittig waren. SPD und Grüne forderten einen Mindestlohn in Höhe von 8,50 Euro; Die Linke forderte 10,00 Euro pro Stunde.

### Koalitionsvertrag und Diskussion
Im Koalitionsvertrag der 18. Wahlperiode des Bundestages wurde die Einführung des Mindestlohns mit der sinkenden Tarifbindung der Sozialpartner begründet. Das mache einen „angemessenen Mindestschutz für Arbeitnehmerinnen und Arbeitnehmer“ erforderlich. Der „flächendeckende gesetzliche Mindestlohn von 8,50 Euro brutto je Zeitstunde für das gesamte Bundesgebiet“ solle vom 1. Januar 2015 an schrittweise eingeführt werden. Die Höhe des Lohns werde regelmäßig von einer paritätisch besetzten Kommission der Tarifpartner angepasst, deren Beschluss durch Rechtsverordnung erstreckt werde, erstmals zum 10. Juni 2017 mit Wirkung zum 1. Januar 2018. Ausnahmen solle es für Mindestlöhne nach dem Arbeitnehmer-Entsendegesetz geben; sie gälten fort. Außerdem solle es Ausnahmeregelungen für Saisonarbeiter und für ehrenamtlich Tätige geben, die geringfügig beschäftigt sind (sogenannte „Minijobs“). Das sei angezeigt, weil „sie in aller Regel nicht den Charakter abhängiger und weisungsgebundener Beschäftigung“ hätten.
Der Deutsche Gewerkschaftsbund (DGB) hatte die Koalitionsvereinbarung zur Einführung des Mindestlohns begrüßt, weil sie einer langjährigen Forderung des DGB entspreche. Dies verbessere die Lebenssituation vieler Menschen. Mit der Einführung eines gesetzlichen Mindestlohnes in Deutschland sollten Arbeitnehmer mit einer Vollzeitstelle nicht mehr zusätzlich auf die Hilfe des Jobcenters angewiesen sein, um ihren Lebensunterhalt bestreiten zu können. Zudem steige die Wettbewerbssituation derjenigen Unternehmen, die ihre Mitarbeiter fair behandelten. Die Gewerkschaften kritisierten aber, dass der Lohn bis 2018 auf der Höhe von 8,50 Euro eingefroren bleiben solle; das werde den Bedürfnissen der Betroffenen nicht gerecht. Sie kündigten an, sich im Gesetzgebungsverfahren für eine frühere Anhebung des Lohns einzusetzen.
Die Bundesvereinigung der Deutschen Arbeitgeberverbände (BDA) prophezeite, die Einführung des Mindestlohns werde „bedauerliche Bremsspuren auf dem Arbeitsmarkt hinterlassen“, weil dadurch gering qualifizierten Arbeitsuchenden die Einstellung in ein Arbeitsverhältnis erschwert werde. Man werde sich dafür einsetzen, dass es im Gesetz „mehr Differenzierungen“ geben werde, um Abweichungen vom Mindestlohn zu ermöglichen.
Aus zivilrechtlicher Sicht wurde zum Teil befürchtet, die Normierung einer Lohnuntergrenze schließe als Spezialgesetz die Anwendung der allgemeinen Vorschriften über die Sittenwidrigkeit bei der Beurteilung von Lohnvereinbarungen aus. Gerichte könnten dann bei solchen Streitigkeiten nicht mehr vergleichend die branchenüblichen Löhne zu Grunde heranziehen. Demnach könnten Löhne nun auch unterhalb von zwei Dritteln des Tariflohns liegen, ohne wegen Lohnwuchers nichtig zu sein. Allerdings war diese Befürchtung ungerechtfertigt, da das Mindestlohngesetz kein Spezialgesetz im Verhältnis zu § 138 (Sittenwidriges Rechtsgeschäft; Wucher, siehe auch Lohnwucher) darstellt, sodass Lohnvereinbarungen seit seinem Inkrafttreten sowohl an § 138 BGB als auch am Mindestlohn zu messen sind.
Vermittelnde Stimmen haben betont, dass die Einführung des Mindestlohns auf die meisten Arbeitsverhältnisse keine Auswirkung haben werde. In Westdeutschland seien nur 17 Prozent, in Ostdeutschland 27 Prozent der Beschäftigten von den Regelungen betroffen. „Begünstigt sind damit künftig 10 Prozent der Vollzeitbeschäftigten, 18 Prozent der Teilzeitbeschäftigten und 54 Prozent der geringfügig Beschäftigten (sog. Mini-Jobber), insgesamt also 5,6 Millionen Beschäftigte.“ Deshalb seien „nur geringe gesamtwirtschaftliche Auswirkungen“ zu erwarten, die Bruttolohnsumme „würde um gerade einmal drei Prozent steigen.“
Die Auswirkungen des Mindestlohns in Höhe von 8,50 Euro auf das soziale Sicherungsniveau werden skeptisch beurteilt. Der ehemalige Geschäftsführer des Verbandes Deutscher Rentenversicherungsträger (VDR) und damalige Vorsitzende des Sozialbeirats der Bundesregierung Franz Ruland hatte schon 2013 erklärt, erst ab einem Mindestlohn von 12,50 Euro brutto pro Stunde für Vollzeitbeschäftigte sei eine Altersrente zu erreichen, die oberhalb der Grundsicherung im Alter von damals bundesdurchschnittlich 688 Euro im Monat liegt. Die Stiftung Warentest rechnete nach der Veröffentlichung des Koalitionsvertrags vor: „Ein Arbeitnehmer, der 45 Jahre lang 38,5 Stunden in der Woche arbeitet, müsste mindestens 10 Euro in der Stunde verdienen, um nach derzeitigem Stand im Alter mehr als rund 700 Euro gesetzliche Rente zu bekommen.“

### Verabschiedung des Gesetzes
Nach Vorlage des Entwurfs der Bundesregierung gab der Bundestagsausschuss für Arbeit und Soziales eine Beschlussempfehlung ab, die verschiedene Änderungen enthielt. Der Deutsche Bundestag stimmte dem Gesetz in der Ausschussfassung am 3. Juli 2014 zu. Der Bundesrat stimmte am 11. Juli 2014 zu. Einzig das Land Sachsen stimmte dem Gesetz nicht zu.

## Kritik im Umfeld der Einführung des Gesetzes
Kritiker haben vor allem verfassungsrechtliche Bedenken erhoben. Das Mindestlohngesetz greife in das Grundrecht der Tarifautonomie aus Art. 9 Abs. 3 GG ein. Verfassungsrechtliche Streitigkeiten seien daher absehbar. Die Ausnahmeregelung in § 24 MiLoG nimmt auf die Abkehr der Rechtsprechung vom Grundsatz der Tarifeinheit im Jahr 2010 Bezug, der zufolge für denselben Betrieb mehrere Tarifverträge nebeneinander bestehen könnten. Gegen die mit dieser Regelung verbundene Benachteiligung haben sich die davon betroffenen Spartengewerkschaften sowie der Deutsche Beamtenbund gewandt. Auch sie sehen darin eine Verletzung der Tarifautonomie, sie haben erklärt, „das Ziel sei verfassungsfeindlich“, und sie haben deshalb Rechtsstreitigkeiten in Aussicht gestellt. Darüber hinaus wird die frühe Verpflichtung zur Zahlung des Mindestlohnes ab dem 1. Januar 2015, also nur etwa viereinhalb Monate nach dem Inkrafttreten des Mindestlohngesetzes am 16. August 2014 als verfassungsrechtlich problematisch angesehen, weil Arbeitgebern in diesem Zeitraum keine hinreichende Vorbereitung auf höhere Lohnkosten ermöglicht werde.
Vor Inkrafttreten des gesetzlichen Mindestlohns wurde von gewerkschaftlicher Seite insbesondere kritisiert, das Vorhaben, Langzeitarbeitslose vom Mindestlohn auszunehmen (§ 22 Abs. 4 MiLoG), betreffe etwa eine Million Menschen und damit 35 % aller Arbeitslosen in Deutschland. Die Erfahrung mit den Hartz-Reformen habe zudem gezeigt, dass die nachhaltige Verschlechterung der Arbeitsbedingungen für diesen Personenkreis nicht zu einer Verbesserung der Beschäftigung geführt habe. Die Langzeitarbeitslosen würden dadurch „vorsätzlich und willkürlich zu Menschen zweiter Klasse“ gemacht. Sie würden „faktisch der Willkür der Arbeitgeber ausgeliefert, wenn ihnen bis zum Beginn des gesetzlichen Kündigungsschutzes sechs Monate lang der Mindestlohn vorenthalten wird und sie anschließend durch den nächsten Langzeitarbeitslosen billig ersetzt werden“. Der DGB-Bundesvorstand wandte sich aber auch gegen die Ausnahmen für Saisonarbeiter und Jugendliche. Ein Mindestlohn, der nicht „ohne Wenn und Aber für alle Beschäftigten gilt, verdient seinen Namen nicht“, weil er „seine Funktion als unmissverständliche Lohnuntergrenze“ nicht erfüllen würde, wenn insgesamt bis zu zwei Millionen Menschen davon ausgenommen würden. Ähnliche Kritik der Vorsitzenden des SPD-Forums Demokratische Linke 21, Hilde Mattheis, führte zu heftigen innerparteilichen Reaktionen.

## Wirkungen des Gesetzes in der Praxis
Im Jahr 2019 stellten Toralf Pusch und Thorsten Schulten zusammenfassend fest, dass einerseits der gesetzliche Mindestlohn in Deutschland als Instrument der Lohnregulierung im Niedriglohnsektor weitgehend akzeptiert sei. Dies liege vor allem daran, dass die vielfach prognostizierten negativen Auswirkungen auf die Beschäftigung ausgeblieben seien. Andererseits mehrten sich die Stimmen, die darauf hinwiesen, dass das Ziel noch nicht erreicht sei, ein armutsfestes, existenzsicherndes Lohnniveau zu erreichen, „das zumindest einem vollzeitbeschäftigten Single-Haushalt ein Auskommen ohne zusätzliche Aufstockungsleistungen ermöglicht“.

### Auswirkung auf die Berufsausbildung
Der Handelsverband Deutschland äußerte im Frühjahr 2025, dass die Steigerung des Mindestlohns von 12,82 Euro auf 13,90 Euro im Jahr 2026 für junge Leute einen fatalen Anreiz setzen könne, denn dann könne der direkte Eintritt in den Arbeitsmarkt für junge Menschen auf den ersten Blick attraktiver erscheinen als eine Ausbildung. Der Mindestlohn sei eine „Bedrohung für die Attraktivität der dualen Ausbildung“. Eine Erhebung der Bertelsmann Stiftung kam im Juli 2025 zu dem Ergebnis, dass mehr als ein Viertel der befragten Menschen im Alter zwischen 14 und 25 Jahren in Deutschland nach der Schule lieber gleich arbeiten und Geld verdienen als eine Berufsausbildung machen wollen.

### Auswirkung auf den Niedriglohnsektor
Durch die Erhöhung des gesetzlichen Mindestlohns verringerte sich der Verdienstabstand zwischen Gering- und Besserverdienenden (bezogen auf die obersten bzw. untersten zehn Prozent der Lohnskala) in Deutschland zwischen April 2022 und April 2023.
Zwischen 2007 und 2022 ist der Anteil der Beschäftigten, die nur im Niedriglohn-Bereich bezahlt werden, von 23,5 % auf 15,2 % gesunken und damit auf einen historischen Tiefstand. Das DIW führt dies unter anderem maßgeblich auf den Mindestlohn zurück.

### Angebot von Praktika
Nach der Einführung des Mindestlohngesetzes reduzierte sich das Angebot an mindestlohnpflichtigen Praktika deutlich. In einer Studie von Ifo und Randstad unter rund 1.000 Personalverantwortlichen hatten 77 Prozent in den Vorjahren angegeben, Praktika angeboten zu haben. Von diesen haben 47 Prozent im Jahr 2015 keine Praktikanten mehr beschäftigt. Jedes vierte Unternehmen hat die durchschnittliche Praktikumslänge verkürzt.

### Arbeitsmarkt für Studierende
Die Studienreihe „Fachkraft 2020“, welche in Kooperation der Zeitarbeitsagentur Studitemps mit der Maastricht University durchgeführt wurde, befasste sich unter anderem mit den Auswirkungen des Mindestlohns auf den studentischen Arbeitsmarkt. Die repräsentative Befragung von bundesweit etwa 50.000 Studierenden (2014 und 2015) ergab, dass sich das durchschnittliche Lohnniveau der Hochschüler von 9,34 Euro (2014) auf 9,86 Euro (2015) erhöht hat. Diese Steigerung von mehr als 5 Prozent ist vor allem auf den starken Rückgang des Niedriglohnbereichs zurückzuführen. Allerdings ist insbesondere auf dem studentischen Arbeitsmarkt das System des Mindestlohns noch nicht frei von Lücken. So ergab die Studie, dass bei fünf Bundesländern rund 10 % der studentischen Arbeitnehmer weniger als die erforderlichen 8,50 Euro brutto erhielten und somit in einem unzulässigen Beschäftigungsverhältnis stehen bzw. standen. Das macht deutlich, dass an einer flächendeckenden Umsetzung des Mindestlohns auf dem studentischen Jobmarkt in Deutschland zu zweifeln ist.

### Umgehung des Mindestlohns
Manche Arbeitgeber versuchen unerlaubt, den Mindestlohn zu umgehen, beispielsweise indem sie ihre Angestellten für Arbeitsutensilien und -kleidung bezahlen lassen, Trinkgeld mit dem Gehalt verrechnen, Einsatzzeiten ohne wirkliche Aktivität (z. B. wenn ein Taxifahrer auf Fahrgäste wartet) nicht bezahlen oder den Angestellten absichtlich zu wenig Zeit für ihre Tätigkeiten geben und das nicht Geschaffte in unbezahlten Überstunden nacharbeiten lassen.

### Beschäftigungseffekte
Eine Analyse verschiedener Studien durch die Ökonomen Oliver Bruttel, Arne Baumann und Matthias Dütsch im Jahr 2019 ergab, dass der Mindestlohn – anders als im Vornherein prognostiziert – keine erheblich negativen Effekte auf die Beschäftigung hatte. Bei den geringfügig Beschäftigten konnte übereinstimmend ein leichter Rückgang von 1 bis 3 Prozent gemessen werden. Bei den sozialversicherungspflichtig Beschäftigten ergab die Studienlage ein uneinheitliches Bild. Je nach Studie wurde entweder ein leicht positiver oder leicht negativer Effekt gesehen, jedoch konnte keine der Studien größere Auswirkungen feststellen. Der Hauptgrund für die Differenz zu den deutlich pessimistischeren Prognosen erklären die Autoren hauptsächlich mit einer „zu einfachen Modellierung der Beschäftigungswirkungen anhand der neoklassischen Theorie des Arbeitsmarktes [...], die monopsonistische sowie institutionentheoretische bzw. personalökonomische Theorieansätze ausgeblendet hat“.
Benjamin Börschlein und Mario Bossler kommen für das Institut für Arbeitsmarkt- und Berufsforschung 2019 zu einem ähnlichen Ergebnis: Die Beschäftigungseffekte durch Einführung des Mindestlohns seien „sehr gering“ und konzentrierten sich vor allem auf Minijobs.
Andreas Knabe, Ronnie Schöb und Marcel Thum bewerten den Mindestlohn in einem Diskussionspapier des ifo-Institut im Jahre 2020 hingegen kritischer und bezweifeln das „Narrativ des erfolgreichen Mindestlohns“. Der Mindestlohn habe das ohne seine Einführung zu erwartende Jobwachstum leicht gebremst. Er habe eine Reduzierung der Arbeitsstunden bewirkt und dadurch das Arbeitsvolumen verringert. Durch beide Effekte ergäben sich „Beschäftigungsverluste im mittleren sechsstelligen Bereich“. Diese würden noch höher ausfallen, wenn nicht der Mindestlohn immer noch in vielen Fällen unterlaufen würde.

## Nachträgliche Bewertungen

### Gewerkschafter
Im Jahr 2020 bilanzierte Wolfgang Schroeder die Entwicklung der Haltung deutscher Gewerkschaften zum gesetzlichen Mindestlohn in den vorausgegangenen sechs Jahren: Der Mindestlohn „wurde […] von der Mehrheit der Gewerkschaften zunächst als nicht zu akzeptierender Eingriff in die grundgesetzlich garantierte Tarifautonomie verstanden, durch den die tarifpolitische Rolle der Gewerkschaften geschwächt und die Attraktivität für eine Gewerkschaftsmitgliedschaft reduziert werde. Dagegen sah eine Minderheit schon früh keine Möglichkeit mehr, durch eigene tarifliche Regelungen eine akzeptable Mindestabsicherung in den wachsenden Niedriglohnbereichen zu verankern, dafür aber in einer Kampagne zugunsten des Mindestlohns eine Chance, die Attraktivität der Gewerkschaften im Niedriglohnsektor zu stärken“. Schroeder hat den Eindruck, dass „[m]ittlerweile […] die Gewerkschaften ihren Frieden mit dem Mindestlohn gemacht“ hätten und „selbst zum Protagonisten für weitere Reformen avanciert“ seien.
Einen Beleg für den Wandel der Bewertung des Mindestlohns durch die deutschen Gewerkschaften liefert der DGB in seiner Schrift: „12 Euro Mindestlohn: Alle Argumente auf einen Blick“ vom Juni 2021:
„Behauptet wird: ‚Mindestlöhne werden in der Mindestlohnkommission vereinbart, nicht im Deutschen Bundestag.‘,
‚Der Ruf nach politischen Eingriffen in die Lohnfindungen schadet der Tarifbindung und beschneidet […] die wichtige Rolle der Sozialpartner.‘
Antwort: Selbst Teile der CDU haben erkannt, dass eine reine Orientierung der MiLo-Kommission an der Tariflohnentwicklung nicht zielführend ist und daher eine Reformierung der Geschäftsordnung gefordert (Beschluss CDU-Parteitag). Würde man an der aktuellen Praxis festhalten, würde ein Mindestlohn von 12 Euro erst im Jahr 2031 erreicht.“
Die Hans-Böckler-Stiftung sagte 2021 voraus, dass eine Anhebung des Mindest-Stundenlohns auf 12 € bei rund acht Millionen Beschäftigten eine Verbesserung ihres Lohns bewirken werde – ein Effekt, der auch bei einer Anhebung von Löhnen auf etwas über 12 € eintreten werde. Die Mindestlohnerhöhung werde zudem die deutsche Wirtschaftsleistung langfristig um circa 50 Milliarden € im Jahr und die Staatseinnahmen um jährlich rund 20 Milliarden € steigern. Der Stiftung zufolge werde die Gesamtbeschäftigung langfristig nicht negativ beeinflusst.

### Politiker
Im Wahlkampf zur Bundestagswahl 2021 erklärte die SPD das Vorhaben, in Deutschland nach der Regierungsübernahme zeitnah einen allgemeinen Mindest-Stundenlohn von 12 € einzuführen, zu einem ihrer zentralen Anliegen. Da die SPD nach der Wahl den Bundeskanzler stellen konnte, wurde die Umsetzung dieses Versprechens Teil des Koalitionsvertrags der von ihr gebildeten Ampelkoalition, bestehend aus der SPD, Bündnis 90/Die Grünen und der FDP. Der Mindestlohn von 12 € erlangte zum 1. Oktober 2022 Rechtskraft. Seit der Erhöhung auf 12 € zum 1. Oktober soll die paritätisch aus Arbeitnehmern und Arbeitgebern zusammengesetzte Mindestlohnkommission auch künftig wieder, wie vor der Erhöhung zum 1. Oktober 2022, über weitere Anpassungen beraten und entscheiden. Die nächste Anpassung soll zum 1. Januar 2025 erfolgen. Nach Schätzungen des Bundesarbeitsministeriums waren von der Erhöhung des Mindest-Stundenlohns auf 12 € ca. 6,2 Millionen Arbeitnehmer direkt betroffen.
Im Januar 2022 sprach sich die CDU gegen die Absicht der Ampelkoalition aus, das Niveau des Mindestlohns ohne Absprache mit der Mindestlohnkommission per Gesetz sprunghaft zu erhöhen. Dies werde deutlich mehr Schwarzarbeit zur Folge haben. Es wäre, so die CDU, besser, wenn die Tarifvertragsparteien auch die Lohnerhöhung zum 1. Oktober 2022 beschlössen.
2024 verwies Bundesarbeitsminister Hubertus Heil darauf, dass der Mindestlohn in Deutschland unterhalb des in der Europäischen Mindestlohnrichtlinie genannten Wertes von 60 Prozent des mittleren Lohnes liegt.

### Arbeitgeber
Die Bundesvereinigung der Deutschen Arbeitgeberverbände (BDA) kündigte im Januar 2022 an, das Vorhaben der Bundesregierung „qualifiziert juristisch überprüfen zu lassen“. Denn die Tarifautonomie, d. h. das Recht von Arbeitgebern und Gewerkschaften, ohne staatliche Einmischung Tarifverträge und damit auch Löhne auszuhandeln, sei verfassungsrechtlich geschützt. Es sei daher fraglich, ob der Gesetzgeber berechtigt sei, drastische Lohnerhöhungen per Gesetz durchzusetzen.

### Wissenschaftler
Das beratende Mitglied der Mindestlohnkommission Tom Krebs ist mit der Entscheidung, den Mindestlohn ab 1. Januar 2024 und 1. Januar 2025 um jeweils 3,4 bzw. 3,3 Prozent, also 41 Cent anzupassen, nicht einverstanden. Der unvorhersehbare Inflationsschub 2022 und 2023 für alle Güter und Dienstleistungen des täglichen Bedarfs um circa 13 Prozent hätte berücksichtigt werden müssen. Deshalb hätte der Mindestlohn Anfang 2024 um mindestens 13 Prozent erhöht werden sollen, also auf mindestens 13,56 Euro. Unter der vorsichtigen Annahme von insgesamt 4 Prozent Inflation in den Jahren 2024 und 2025 ergebe sich eine kumulative Inflation von 17 Prozent im Zeitraum 2022 bis 2025. Einem existenzsichernden Mindestlohn von 12 Euro 2021 entspreche also ein Mindestlohn von rund 14 Euro 2025. Die Anwendung des Medianlohnkriteriums von 60 % zur Festsetzung eines armutsfesten Mindestlohns entsprechend den EU-Richtlinien würde einen Mindestlohn von rund 15 Euro für 2026 ergeben. Die Berücksichtigung zukünftiger Entwicklung sei wichtig und sinnvoll. Ohne die vorausschauende Analyse werde der Mindestlohn immer tendenziell zu niedrig ausfallen.